# Château de Krobnitz
Le château de Krobnitz (Schloss Krobnitz) est un château néoclassique avec une tour crénelée octogonale romantique situé en Saxe dans le village de Krobnitz dépendant de la commune de Reichenbach (Haute-Lusace). Le village faisait partie de la Prusse de 1815 à 1945.

## Histoire
Le fief de Crobenos remonte au XIVe siècle. Les seigneurs de Nostitz en sont les propriétaires au XVIIe siècle, le château passe au XVIIIe siècle à Caspar Heinrich von Vietinghoff, suivi de Karl Heinrich et Friedrich Wilhelm von Uechtritz qui font construire un château baroque entouré d'un parc. La famille von Oertzen achète le château et son immense domaine agricole en 1824, puis en 1871, le ministre de la guerre et de la marine, le comte Albrecht von Roon. Il décide d'y passer ses vieux jours à partir de 1873 et de reconstruire un château plus représentatif. il se présente sous la forme d'un bâtiment rectangulaire, dont la façade est simplement décorée de pilastres et en son milieu d'un portique soutenant une terrasse au-dessus de la porte d'honneur. Une aile de côté est flanquée d'une haute tour octogonale crénelée inspirée du gothique anglais. Le toit mansardé disparait pour laisser la place à un toit plat entouré d'une balustrade.
Le comte agrandit aussi le parc et y fait creuser une crypte destinée à devenir le mausolée de la famille. Son fils Waldemar fait construire en 1893 une chapelle néogothique au-dessus. Les autorités communistes détruisent la chapelle en 1980 pour des motifs d'athéisme idéologique. La famille von Roon est chassée de ses terres à la fin de la Seconde Guerre mondiale et l'Armée rouge y installe un poste de commandement, puis ouvre un centre de réfugiés des anciens territoires prussiens, devenus polonais ou soviétiques. L'intérieur est modifié dans les années 1950, lorsqu'on aménage onze logements au château. Les lignes architectoniques du château en sont irrémédiablement altérées. On ouvre aussi une crèche et diverses administrations.
La ville de Reichenbach devient propriétaire du château en 2000 et le restaure les années suivantes. C'est aujourd'hui un musée et un lieu d'expositions, avec des concerts estivaux, et le siège de l'union des musées de Lusace silésienne. Le château abrite aussi une salle des mariages et des salons peuvent être loués. On remarque contre le château la maison de l'intendant et divers bâtiments de communs, typiques de l'architecture régionale.

## Source
- (de) Cet article est partiellement ou en totalité issu de l’article de Wikipédia en allemand intitulé « Schloss Krobnitz » (voir la liste des auteurs).